# Энаят-Олла, Реза
Реза Энаят-Олла (перс. عنایت‌الله رضا‎; 18 июня 1920, Решт, Персия — 20 июля 2010, Тегеран, Иран) — иранский историк и профессор философии, бывший член Коммунистической партии Ирана, военный в отставке. Являлся членом Верховного Академического Совета при Центре Иранских и Исламских исследований в Тегеране, где была издана Encyclopaedia Islamica. Его исследования были посвящены Иранскому Азербайджану и Аррану. Энаят-Олла автор монографии об исторической географии и этнической истории Азербайджана и Аррана.
C 1946 по 1968 гг. жил в СССР (Баку, Москва (работал в радио Москва)).В тех же годах два года жил в Китае (работал в радио Китай). В 1968 году вернулся в Иран.

## Работы
- The Sasanian Civilization (alternatively titled Civilization of Sassanid Iran, translation of book by Vladimir Grigorevich Lukonin)
- Азарбайджан и Арран (Атурпатакан и Кавказская Албания)
- From Aran to Azerbaijan, Goftogu Quarterly 33, Spring 2002.